# Osinja
Osinja ist ein Dorf in der Gemeinde Derventa in der Republika Srpska in Bosnien und Herzegowina. Osinja ist landwirtschaftlich geprägt und befindet sich 25 km südlich von Derventa. Im Jahr 1991 hatte Osinja 1890 Einwohner. Die meisten Einwohner sind Serben.